# Thomas Bonhoeffer
Thomas Bonhoeffer (* 26. August 1931 in Berlin; † 5. November 2022) war ein deutscher praktischer Theologe.

## Leben
Thomas Bonhoeffer war Sohn des Juristen Klaus Bonhoeffer und Neffe des Theologen Dietrich Bonhoeffer. Sowohl der Vater als auch der Onkel waren im Widerstand gegen den Nationalsozialismus aktiv und wurden kurz vor Ende des Zweiten Weltkriegs ermordet. Thomas Bonhoeffer studierte Theologie an den Universitäten Tübingen und Heidelberg. 1956 ging er in die Schweiz und promovierte 1961 in systematischer Theologie an der Universität Zürich, seine Habilitation für praktische Theologie folgte 1966 ebenfalls in Zürich.
Von 1973 bis 1996 hatte Thomas Bonhoeffer eine Professur für Pastoralpsychiatrie an der Evangelisch-theologischen Fakultät der Ruhr-Universität Bochum inne. Als Gastprofessor wirkte er ein Semester an der Claremont Graduate University in Claremont (Kalifornien) und 1977/78 für ein Jahr an der Universität Straßburg.
Bonhoeffers interdisziplinäre Arbeit würdigte die theologische Fakultät der Universität Neuenburg mit einer Ehrendoktorwürde.
Thomas Bonhoeffer war verwitwet und lebte zuletzt in Bochum.